# U-518
U-518 je bila nemška vojaška podmornica Kriegsmarine, ki je bila dejavna med drugo svetovno vojno.

## Zgodovina
Podmornica je bila potopljena 22. aprila 1945 v spopadu z ameriškima eskortnima rušilcema: USS Carter (DE 112) in USS Neal A. Scott (DE 769); umrlo je vseh 56 članov posadke.

## Poveljniki
| Poveljniki |                                    |                            |                                   |
| Št.        | Čin                                | Ime                        | Poveljstvo                        |
| 1.         | Kapitan fregate (Fregattenkapitän) | Hans-Günther Brachmann     | 25. april - 18. avgust 1942       |
| 2.         | Kapitanporočnik (Kapitänleutnant)  | Friedrich-Wilhelm Wissmann | 19. avgust 1942 - 13. januar 1944 |
| 3.         | Nadporočnik (Oberleutnant zur See) | Hans-Werner Offermann      | 13. januar 1944 - 22. april 1945  |

## Tehnični podatki
| Kategorije                                    | Podatki                       |
| --------------------------------------------- | ----------------------------- |
| Teža (t): na površju pod površjem polna Teža  | 1.120 1.232 1.540             |
| Dolžina (m) - tlačni trup (m)                 | 76,76 - 58,75                 |
| Širina (m) - tlačni trup (m)                  | 6,76 - 4,4                    |
| Izpodriv (m)                                  | 4,7                           |
| Višina (m)                                    | 9,4                           |
| Moč (hp): na površju pod podvršjem            | 4.400 1.000                   |
| Hitrost (vozlov): na površju pod podvršjem    | 18,3 7,3                      |
| Doseg (milja/vozel): na površju pod podvršjem | 13.450/10 63/4                |
| Torpeda/Torpedne cevi                         | 22/6 (4 na premcu, 2 na krmi) |
| Krovni top (mm)                               | 105 (110 granat)              |
| Mine                                          | 44 TMA                        |
| Posadka                                       | 48-56                         |
| Maksimalni potop (m)                          | 230                           |